# Az Amerikai Egyesült Államok 2019. decemberi iraki és szíriai légicsapásai
2019. december 29-én az Amerikai Egyesült Államok Védelmi Minisztériuma bejelentette, „precíziós védelmi bevetést” hajtott végre a Csatalib Hezbollah iraki és szíriai támaszpontjai ellen. (Három helyszín Irakban, kettő Szíriában volt.) Ezt azután kezdték meg, hogy a Csataib Hezbollah olyan iraki helyszíneket támadott meg, melyek az OIR-nak adtak otthont. A Csataib Hezbollah nem vállalta a támadásokért a felelősséget. Iraki források szerint legalább 25 milicista harcos meghalt, 55 pedig megsebesült. Hivatalos közlemények szerint a támadásokra azért került sor, mert korábban egy iraki katonai bázison megöltek egy amerikai polgári szerződéses állományút.

## Előzmények
Irán és az Amerikai Egyesült Államok között feszültség alakult ki, mikor Donald Trump amerikai elnök 2018-ban egyoldalúan érvénytelenítette a 2015-ös atommegállapodást, és ismét szankciókat vezetett be az ország ellen. Az USA az Inherent Resolve hadművelet keretei között 2014-ben ismét bevonult Irakba, hogy megtámadja és visszaszorítsa az Iraki és Szíriai Iszlám Államot, valamint az ISIL-ellenes koalíció tagjaként kiképzéseket biztosítottak az iraki sereg számára. Iránról köztudott volt, hogy olyan mértékben támogatta az iraki síita milicistákat, mely már fenyegette az amerikaiak iraki jelenlétét és a szunnita vezetésű iraki kormány működését.
December 27-én Irak Kirkuk kormányzóságban a K–1 Légibázist több mint 30 rakétával támadták meg, aminek a következtében egy amerikai polgári szerződéses állományú meghalt, négy amerikai katona pedig megsebesült. Az USA az iráni hátterű Csataib Hezbollahot, az iraki Népi Mozgósítási Egység egyik alcsoportját tette felelőssé a támadásért. A repülőtér a sok olyan iraki reptér egyike volt, melyek helyet biztosítottak az Inherent Reserve hadműveletben részt vevőknek.
Egy vezető amerikai tisztviselő szerint a december 27-i incidens előtti két hónapban egy 11 alkalomból álló „hadjárat” volt olyan iraki repülőterek ellen, ahol az IR hadművelet résztvevői állomásoztak. Ezek közül sokért az amerikaiak a Csataib Hezbollahot tették felelőssé.

## Katonai támadások
2019. december 29-én 23:00 óra környékén iraki és szíriai területen az USA a Csataib Hezbollah öt támaszpontját támadta meg. A Pentagon szerint az USA három iraki és két szíriai célpontot semmisített meg, melyek között voltak raktárak és parancsnoki táborhelyek is. Egy amerikai tisztviselő szerint a támadásokhoz F-15E harci repülőgépeket használtak precíziós irányított bombákkal, és a megfigyelések szerint másodlagos robbanások is voltak, melyek robbanóanyagok jelenlétére utalnak. A lőszerraktárban voltak rakéták és a milicisták által használt drónok is.
Az USA nem hozta nyilvánosságra a támadások helyszíneit, de a hírek szerint az egyik célpont a csoportnak a a nyugati, Szíriával közös határon álló központja lehetett. A támadások helyszíne az ország délkeleti részében, az Eufrátesz folyó völgyében volt.

## Veszteségek
A jelentések szerint legalább 25 harcos meghalt és 55 megsebesült. Iraki biztonsági ér katonai források szerint az iraki támadásokban a Csataib Hezbollah legalább négy helyi parancsnokát megölték. Az USA nem tudta megerősíteni a milicisták oldalán esett veszteségek mértékét.

## Következmények
December 29-én a támadások után az USA tisztviselői arra figyelmeztettek, hogy az amerikai érdekek megvédése érdekében további akciókat is foganatosíthatnak. Ezen kívül a másik ok az, hogy „elrémisszék Iránt és a milicista csoportokat a rossz viselkedéstől”.  Donald Trump amerikai elnököt a légi támadások előtt és után nemzetbiztonsági tanácsadói tájékoztatták, és arról is értesült, hogy kilátásba helyeztek egy következő katonai csapást.
Egy nyilatkozatban Jonathan Hoffman védelmi államtitkár a csapásokat „megelőzőnek” minősítette, és azt állította, a Csataib Hezbollah ellen indított támadást megelőző hetekben és hónapokban kapcsolatban voltak az Inherent Resolve hadművelet seregeivel és iraki partnereikkel. Hoffmann célzott arra is, hogy a milicisták fegyvereket kaptak az iráni Kudsz erőktől, melyeket később bevetettek az IR csapatai ellen.

### Iraki reakciók
Az Iraki Fegyveres Erők egyik szóvivője azt állította, hogy Mark Esper amerikai védelmi miniszter fél órával a műveletek megkezdése előtt tájékoztatta Abel Abdul Mahdi miniszterelnököt melyeket ő hevesen ellenzett és, melyeket elítélt. A szóvivő szerint az USA egyoldalú lépése „alattomos hátba szúrás” volt. Abel Abdul Mahdi miniszterelnök 2019. december 31. és 2020. január 2. közötti időszakra három napos nemzeti gyászt rendelt el. A miniszterelnök kijelentette, hogy a támadásra nem bizonyítékok alapján került sor, hanem a háttérben sokkal inkább az USA és Irán közti viszony elmérgesedése áll,
A Népi Mozgósítási Egység vezető parancsnoka, Jamal Jaafar Ibrahimi azt mondta: „Az Irakban lévő amerikai seregek elleni válaszunk nagyon kemény lesz.”

#### Támadás az amerikai nagykövetség ellen
December 31-én a PMU milicistái és támogatóik megtámadták az USA bagdadi nagykövetségét, és azt követelték, hogy az USA még több haderőt küldjön, hogy így csillapítsa a helyzetet.

### Egyéb reakciók
- Irán – Az Iráni Külügyminisztérium szóvivője, Abbas Mousavi azt mondta, az USA „nyíltan megmutatta, hogy a terrorizmus pártján áll, és bebizonyította, hogy semmibe veszi az országok függetlenségét és nemzeti szuverenitását.” Hozzátette, hogy az USA-nak el kell fogadnia az „illegális támadás” következményeit.[13] Irán legfelsőbb vezetője egy tweetben ezt írta: „Ha Irán harcolni akar egy országgal, azt közvetlenül támadja meg.”[14]
- Bahrein – Bahrein Külügyminisztériuma egy a légi támadást támogató közleményt tett közzé.[15]
- Izrael –  Benjámín Netanjáhú izraeli miniszterelnök dicsérte a milicisták elleni légi támadást, és kihangsúlyozta a csoportok és Irán közti kapcsolatot.[16]
- Oroszország – Oroszország külügyminisztériuma a helyzetet elfogadhatatlannak nevezte, és mindkét felet önmérsékletre szólította fel.[17]
- Libanon Hezbollah – A libanoni Hezbollah egy közleményben „Irak és az iraki nép szuverenitásának, biztonságának és stabilitásának égbekiáltó megsértésének” nevezte.[13]